# Cremastosperma
Cremastosperma is een geslacht uit de familie Annonaceae. De soorten uit het geslacht komen voor in Centraal-Amerika en tropisch Zuid-Amerika.

## Soorten
- Cremastosperma alticola Pirie & Chatrou
- Cremastosperma antioquense Pirie
- Cremastosperma awaense Pirie
- Cremastosperma brachypodum Pirie & Chatrou
- Cremastosperma brevipes (DC. ex Dunal) R.E.Fr.
- Cremastosperma bullatum Pirie
- Cremastosperma cauliflorum R.E.Fr.
- Cremastosperma cenepense Pirie & Zapata
- Cremastosperma chococola Pirie
- Cremastosperma confusum Pirie
- Cremastosperma dolichocarpum Pirie
- Cremastosperma dolichopodum Pirie & Maas
- Cremastosperma gracilipes R.E.Fr.
- Cremastosperma leiophyllum R.E.Fr.
- Cremastosperma longicuspe R.E.Fr.
- Cremastosperma longipes Pirie
- Cremastosperma macrocarpum Maas
- Cremastosperma magdalenae Pirie
- Cremastosperma megalophyllum R.E.Fr.
- Cremastosperma microcarpum R.E.Fr.
- Cremastosperma monospermum (Rusby) R.E.Fr.
- Cremastosperma napoense Pirie
- Cremastosperma novogranatense R.E.Fr.
- Cremastosperma oblongum R.E.Fr.
- Cremastosperma osicola Pirie & Chatrou
- Cremastosperma pacificum R.E.Fr.
- Cremastosperma panamense Maas
- Cremastosperma pedunculatum (Diels) R.E.Fr.
- Cremastosperma pendulum (Ruiz & Pav.) R.E.Fr.
- Cremastosperma peruvianum R.E.Fr.
- Cremastosperma stenophyllum Pirie
- Cremastosperma venezuelanum Pirie
- Cremastosperma westrae Pirie
- Cremastosperma yamayakatense Pirie